# 조시 클링호퍼
조시 애덤 클링호퍼(Josh Adam Klinghoffer, 1979년 10월 3일 ~ )는 미국의 음악가이다. 2009년부터 2019년까지 레드 핫 칠리 페퍼스의 기타리스트로 활동했다.